# Adama Cham
Adama Cham (* im 20. Jahrhundert in Sukuta) ist ein gambischer Politiker.

## Leben
| Parlamentswahl | Stimmen    | Stimmanteil |
| -------------- | ---------- | ----------- |
| 2002           | einstimmig | 100,00 %    |
| 2007           | 12.899     | 78,04 %     |

Adama Cham besuchte in Sukuta die Sukuta Primary School und danach die Armitage High School. Auf dem Gambia College absolvierte er die School of Public Health, danach nahm er eine Tätigkeit als Gesundheitsbeauftragter an.
Nachdem der gewählte Vertreter des Wahlkreises Kombo North, Fabakary Cham von der Alliance for Patriotic Reorientation and Construction (APRC) im Februar 2002 verstorben war, wurde im März 2002 im Wahlkreis Nachwahlen angesetzt. Adama Cham trat als Kandidat der APRC an und konnte den Wahlkreis für sich gewinnen, er konnte mehr Stimmen erlangen als der parteiloser Gegenkandidat Seedy Ceesay. Bei den Wahlen 2007 trat Jallow erneut an und konnte sich gegen seinen Gegenkandidaten Ismaila Sanneh von der United Democratic Party (UDP) durchsetzen. Bei den folgenden Wahlen 2012 trat er nicht an.